# پیتزای چهار شهر

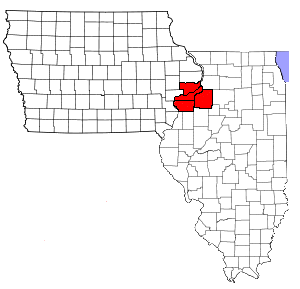
موقعیت شهرهای چهارگانه

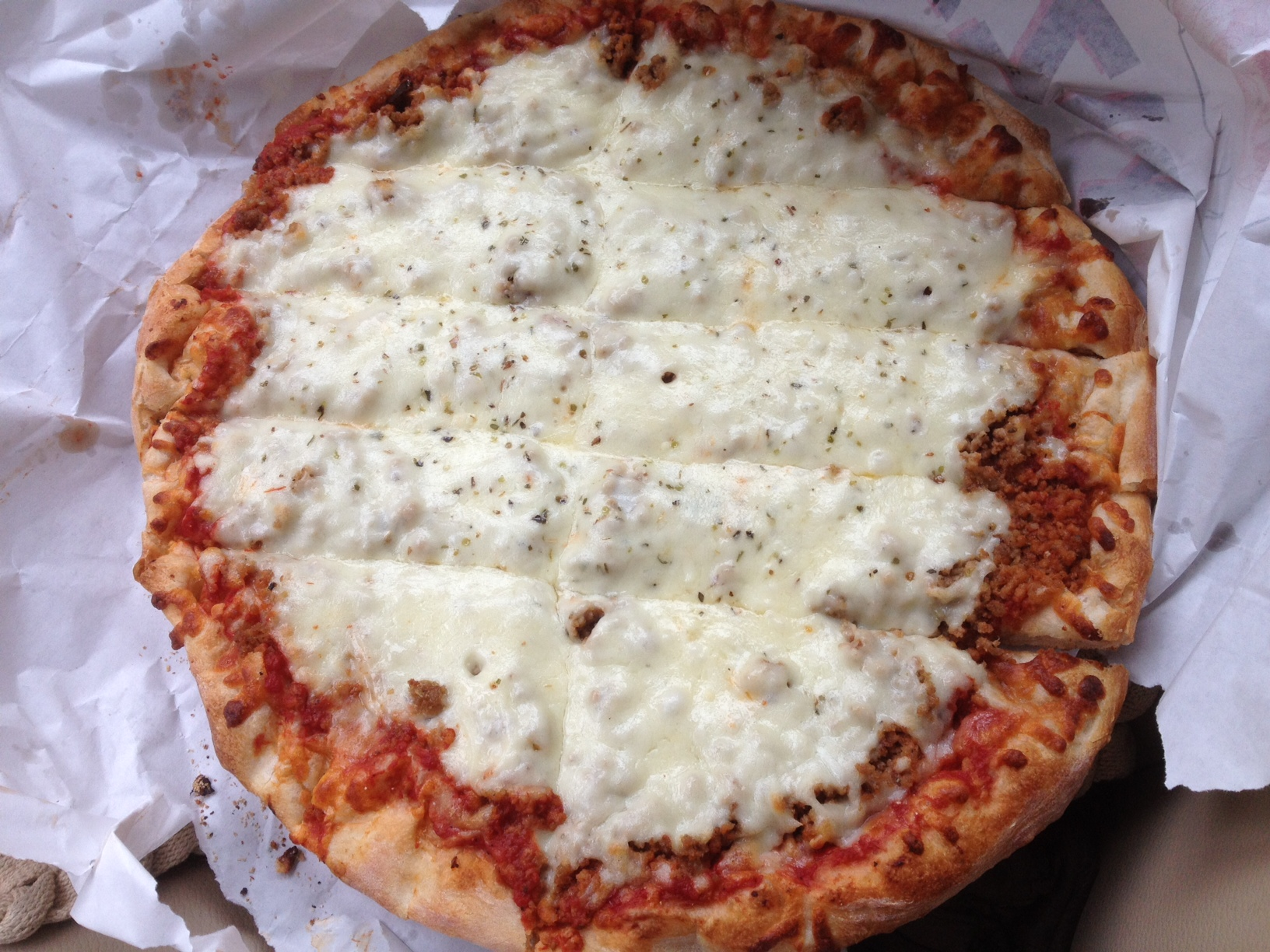
پیتزای سوسیس از پیتزا فروشی فت بویز در دونپورت، آیووا

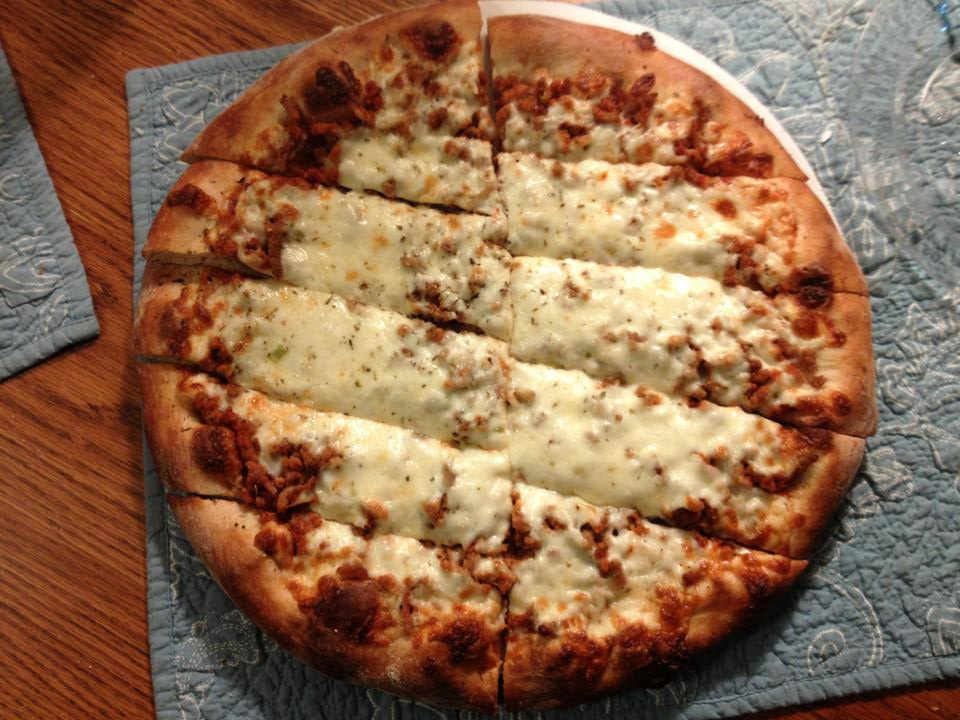
پیتزای سوسیس از پیتزا فروشی هریس (دونپورت، آیووا)

پیتزای چهار شهر (انگلیسی: Quad City–style pizza) نوعی پیتزا است که منشأ آن منطقه چهار شهر در ایالت‌های ایلینوی و آیووا در ایالات متحده می‌باشد.